# Alpaugh
Alpaugh es un lugar designado por el censo ubicado en el condado de Tulare, California, Estados Unidos. Según el censo de 2020, tiene una población de 871 habitantes.

## Geografía
Alpaugh se encuentra ubicado en las coordenadas 35°53′21″N 119°29′9″O / 35.88917, -119.48583 (35.889037, -119.485809). Según la Oficina del Censo, la ciudad tiene un área total de 1.08 km², de la cual 1.08 km² es tierra y 0 km² (0.00%) es agua.

## Demografía
Según el censo de 2000, en ese momento los ingresos medios por hogar en la localidad eran de $23,688, y los ingresos medios por familia eran $23,854. Los hombres tenían unos ingresos medios de $21,250 frente a los $16,875 para las mujeres. La renta per cápita para la localidad era de $8,162. Alrededor del 37.9% de la población estaban por debajo del umbral de pobreza.